# Historiola
Die Historiola (lateinisch historiola ‚Geschichtchen‘, Plural Historiolae) ist eine moderne Begriffsprägung, die in magische Rezepte und Zaubersprüche eingeflochtene knappe Erzählungen bezeichnet. Sie stellen einen Zusammenhang zwischen dem angerufenen oder beschworenen Geistwesen und dem Ziel der magischen Operation her, indem sie einen mythischen Präzedenzfall für den beabsichtigten Vorgang liefern.
Historiolae sind bereits in der mesopotamischen und altägyptischen Magie bezeugt. In den griechisch-ägyptischen Zauberpapyri (Papyri Graecae Magicae, PGM) wird sowohl griechische (z. B. in PGM XX) wie auch ägyptische Mythologie (z. B. in PGM IV 1471) herangezogen. In christlich geprägten Zaubersegen bezieht man sich auf entsprechende Legenden.

## Beispiele
David Frankfurter gibt als Beispiel für eine mesopotamische Historiola einen Spruch gegen das vermeintlich von „Zahnwürmern“ verursachte Zahnweh. Der Spruch beginnt mit der Schöpfung von Himmel und Erde durch Ea, geht die Kosmogonie durch bis zur Erschaffung des Wurms, der bekundet, dass ihm Zähne und Kiefer besser schmecken würden als die von Ea als Speise angebotenen Feigen und Aprikosen. Darauf heißt es: „Da Du so gesprochen hast, o Wurm, möge Ea Dich zerschmetter mit der Macht seiner Hand!“ Dann folgen Anweisungen für das Rezitieren des Zaubers und was man auf den wehen Zahn legen soll.
Der althochdeutsche Zweite Merseburger Zauberspruch beginnt mit einer Historiola:
Phol und Wotan ritten in das Gehölz.

Da wurde dem Balders-Fohlen sein Fuß verrenkt.

Da besprach ihn Sinthgunt und Sunna, ihre Schwester,

da besprach ihn Frija und Volla, ihre Schwester,

da besprach ihn Wotan, der es wohl verstand …
Dann folgt in Analogie die Nutzanwendung des Spruches:
Wie Beinverrenkung, so Blutverrenkung,

so Gliederverrenkung:

Bein zu Bein, Blut zu Blut,

Glied zu Gliedern, wie geleimt sollen sie sein!
In folgendem neuhochdeutschen Bienensegen zum Einfangen entflogener Bienenschwärme besteht der Zauberspruch bis auf die Abschlussformel nur aus der Historiola:
Maria stand auf eim sehr hohen berg,

sie sach ein swarm bienen kommen phliegen;

sie hub auf ihre gebenedeyte hand,

sie verbot ihn da czuhand,

versprach ihm alle hilen

und die beim verslossen;

sie sazt ihm dar ein fas,

das zent Joseph hat gemacht;

in das sollt er phlügen,

unt sich seines lebens genügen.

In Nomine patris, filij et spiritus sancti. Amen.

Besteht ein Segen wie hier praktisch nur aus der Historiola, so spricht man auch von einem epischen Segen.

## Typisierung
Ferdinand Ohrt hat im Handwörterbuch des deutschen Aberglaubens verschiedene Formen der Historiala unterschieden:
- Zwistform: Schildert eine Auseinandersetzung zwischen zwei Kontrahenten, das Gute und das Böse verkörpernd, wobei das Gute schließlich obsiegt.
- Dreiheitsform: Eine Dreiheit, wobei die drei Teile oder Personen zusammen oder unabhängig wirken, der dritte Teil aber entscheidend ist, strukturell ähnlich der Dreiheit im Märchen. Beispiele: 
  - „… 3 Brunnen, der eine fließt, der andere fließt, der dritte steht stille, so soll auch dies Blut stehen“[5],
  - „es kamen 3 Jungfern … die eine pflückt Laub, die andere pflückt Gras, und die dritte brach die Rose [Krankheit] ab“[6],
  - „… drei Blümelein, das eine heißet Wohlgemuth, das andere heißet Demuth, die dritte heißet Blut stehe stille“.[7]
- Begegnung:
  - Begegnung mit dem Hilfsbedürftigen: Die Verkörperung des Guten und Heiligen begegnet einem Leidenden oder Hilfesuchenden, fragt nach der Ursache des Leidens bzw. dem Zweck der Reise und gibt dann Anweisung zur Behebung des Leidens bzw. zur Hilfe. Ein Beispiel ist der sogenannte Dreibrüdersegen, bei dem Christus drei Brüdern begegnet, die auf der Suche nach einem Wundmittel sind. Christus sagt dann den Brüdern, sie sollen Olivenöl vom Ölberg und Wolle von Schafen nehmen und das auf die Wunde tun (in Hinblick auf Sekundärinfektionen aus heutiger Sicht problematisch).
  - Begegnung mit dem Bösen: Die böse Macht ist zum Beispiel die personifizierte Krankheit oder ein Krankheit verursachender Dämon. Das Böse ist auf dem Weg, einen Menschen zu plagen, wird aber vom Guten daran gehindert, jetzt und gegebenenfalls auch in Zukunft.